# ذي اففردس (كامبريدجشير)
ذی اففردس (كامبريدجشير) (بالإنجليزية: The Offords)‏ هي قرية و أبرشية مدنية تقع في المملكة المتحدة في كامبريدجشير. يقدر عدد سكانها بـ 560 نسمة .